# Sacrifice (film fra 1917)
 For alternative betydninger, se Sacrifice. (Se også artikler, som begynder med Sacrifice)
Sacrifice er en amerikansk stumfilm fra 1917 af Frank Reicher.

## Medvirkende
- Margaret Illington som Mary Stephen / Vesta Boris
- Jack Holt som Paul Ekald
- Winter Hall som Stephen Stephani
- Noah Beery som Wenzel